# Baldwin Hills
Baldwin Hills est un quartier de Los Angeles, en Californie, précisément situé dans South Los Angeles. Il comprend le parc régional d'État Kenneth Hahn et Village Green, un secteur nommé monument historique national.
À la fin de 2020, Baldwin Hills se classe au deuxième rang des dix communautés noires les plus riches des États-Unis, avec un revenu familial moyen de 157 033 $. Le quartier a également été surnommé Black Beverly Hills après que des musiciens et acteurs noirs s'y soient installés.

## Histoire

### XIXesiècle
- Baldwin Hills et d'autres secteurs environnants sont nommés en l'honneur du célèbre pionnier des courses de chevaux et de l'aménagement du territoire du XIXe siècle, Elias J. « Lucky » Baldwin.
- Au début du XIXe siècle, les collines de l'est sont concédées, dans le cadre des concessions des Ranchos[2].
- Vient ensuite la concession foncière du Rancho de la section ouest, toujours au début du XIXe siècle.

### XXesiècle
- Les Jeux olympiques de Los Angeles de 1932 accueillent les athlètes au village olympique de Baldwin Hills[3]. C'était le site du tout premier village olympique construit pour les Jeux de 1932[4]. Construit pour les athlètes masculins seulement, le village se composait de plusieurs centaines de bâtiments, dont des bureaux de poste et de télégraphe, un amphithéâtre, un hôpital, un service d'incendie et une banque. Les athlètes féminines étaient hébergées au Chapman Park Hotel sur Wilshire Boulevard. Le village olympique de Baldwin Hills a été démoli après la tenue des Jeux olympiques d'été[5].
- Le 14 décembre 1963, une fissure apparaît dans le barrage de Baldwin Hills mettant en péril son étanchéité face au réservoir de Baldwin Hills. En quelques heures, l'eau érode le barrage en terre et élargit progressivement la fissure jusqu'à ce que celui-ci cède à 15h38. Lorsque la fissure est découverte, la police demande aux citoyens d'évacuer la zone à l'aide de mégaphones, six personnes sont néanmoins tuées[6]. Un total de 200 maisons sont complètement détruites et 1 500 à 2 000 maisons et logements supplémentaires sont endommagés[6]. La plupart de Baldwin Vista et de la communauté historique de Village Green sont d'ailleurs inondés. L'affaissement du barrage a finalement été déterminé comme étant causé par la surexploitation du champ pétrolier d'Inglewood. Le barrage de Baldwin Hills n'a pas été reconstruit. Au lieu de cela, le réservoir vide a été démoli, rempli de terre, aménagé et converti en parc, le parc régional Kenneth Hahn.
- Au cours de l'été 1985, un feu de brousse le long de l'avenue La Brea s'est propagé dans le canyon vers les maisons le long de Don Carlos Drive à Baldwin Hills Estates. De nombreuses maisons ont été détruites malgré les efforts des pompiers de Los Angeles pour éteindre les flammes. L'incendie a tué trois personnes et détruit 69 maisons[7].

## Géographie

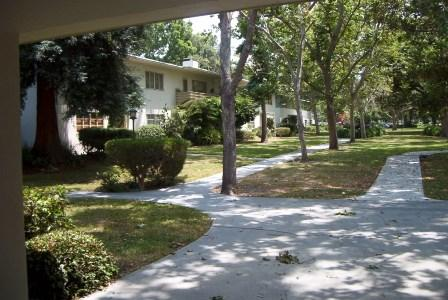
Une rue de Village Green.

Baldwin Hills est délimité par le boulevard La Cienega à l'ouest, le boulevard Crenshaw à l'est, la rue Stocker au sud, le boulevard Obama au nord et le boulevard Martin Luther King Jr. au nord-est, formant la frontière entre Baldwin Hills et Crenshaw Manor. Il est bordé à l'ouest par Culver City et à l'est par Leimert Park.
La chaîne de montagnes Baldwin Hills fait partie du quartier.

## Personnalités liées
Plusieurs personnes connues se sont établies à Baldwin Hills, en voici une liste non exhaustive :
- Tom Bradley
- Ray Charles
- Danny Elfman[8]
- Allyson Felix
- Michael J. Fox
- Mike Love
- John Singleton
- Bubba Smith
- Tina Turner
- Nancy Wilson
- Jim Gilliam
- Ice Cube